# Repertorio per clarinetto e violoncello
Il repertorio per clarinetto e violoncello contiene numerose composizioni, in forma principalmente di duetto o di concerto doppio.

## Duetti, trii con piano, concerti doppi
- Ludwig van Beethoven
  - Duetti per clarinetto e violoncello
- Harry Crowl (1958)
  - Ludus for clarinets and cello (1990)
- Paul Hindemith
  - Musikalische Blumengärtlein und Leyptziger Allerley (1927)
  - Ludus minor (1944)
- Jan Kapr (1914–88)
  - Claricello (duetto)
- Hans Leerink
  - Sonata, Op.19 in C Major
- Shulamit Ran
  - Private Game
- Alexander Shchetynsky
  - Crosswise for clarinet and cello (1994)
  - Farewell per clarinetto, violoncello e piano (2006)
- Howard Skempton
  - Lullaby (1995)
- Jay Sydeman
  - Duo (Cl & String Bass)
- Iannis Xenakis
  - Charisma